# Joseph Maria Anton Brassier de Saint-Simon-Vallade

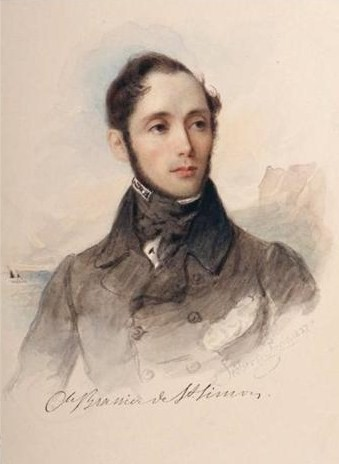
Maria Joseph Graf von Brassier de St. Simon-Vallade

Joseph Maria Anton Graf von Brassier de Saint-Simon-Vallade (* 8. August 1798 in Brixlegg, Tirol; † 22. Oktober 1872 in Florenz) war ein preußischer Diplomat.

## Leben
Brassier stammte aus einer französischen Adelsfamilie, die während der Französischen Revolution nach Deutschland ausgewandert war. Seine Eltern waren der Geheime Rat Marie Louis Joseph Brassier de Saint-Simon-Vallade und seine Frau Louise geb. von Stampfer.
Er besuchte das Pädagogium im ostbrandenburgischen Züllichau und machte am 16. Juni 1818 das Abitur. Er diente 1819/20 als Einjährig-Freiwilliger in der Preußischen Armee. Zugleich studierte er ab 1818 an der Friedrich-Wilhelms-Universität zu Berlin und der Ruprecht-Karls-Universität Heidelberg Rechtswissenschaft und Literatur. Am 16. Dezember 1820 stiftete er hier mit zehn Kommilitonen das Corps Saxo-Borussia Heidelberg. Er bestand am 23. April 1822  das Auskultatorexamen und wurde im selben Jahr zum Dr. iur. promoviert. Nachdem er am 4. November 1823 das Referendarexamen bestanden hatte, wurde er am 5. Mai 1824 in den preußischen Auswärtigen Dienst (diplomatische Laufbahn) einberufen. Er diente zunächst als Attaché im Ministerium der auswärtigen Angelegenheiten.
Vom 21. Oktober 1826 bis zum Frühjahr 1827 war er kommissarisch beschäftigt an der Gesandtschaft in Sankt Petersburg. Am 19. Oktober 1827 bestand er die Diplomatische Prüfung. Als Legationssekretär kam er Anfang 1828 an die Gesandtschaft in Lissabon und 1829 an die Gesandtschaft  Konstantinopel. Zeitweise deren kommissarischer Leiter, war er am Frieden von Adrianopel (1829) beteiligt. Am 18. Dezember 1832 erhielt er den Charakter als Legationsrat. Vom 5. Juli 1833 bis Anfang 1838 war er als Legationssekretär an der Gesandtschaft in Paris. Nach kommissarischer Beschäftigung im Ministerium der auswärtigen Angelegenheiten trat er im November 1838 den neuen Posten als Ministerresident in Athen an. Am 16. Januar 1842 zum Gesandten ernannt, übernahm er im Oktober 1845 die Geschäfte in Stockholm. Am 6. Juni 1848 heiratete er Marie Comtesse de Ribeaupierre, eine gebürtige Russin. Am 27. November 1854 trat er als Gesandter in Turin an. Im Dezember 1862 wurde er  nach Konstantinopel versetzt. Die Geschäfte übernahm er am 27. Februar 1863. Im März 1869 wurde er Gesandter des Norddeutschen Bundes beim Königreich Italien in Florenz und ab 1871 in Rom. Die Übergabe des Beglaubigungsschreibens als erster Gesandter des Deutschen Kaiserreiches erfolgte am 7. März 1871.
1857 war Brassier vom preußischen König in den Grafenstand erhoben worden.

## Ehrungen
Es fehlen zumindest die nach 1856 verliehenen Orden.
- Kgl. preuß. Kammerherr (25. Februar 1833)
- Erlöser-Orden, Großkreuz[4]
- Nordstern-Orden, Großkreuz[4]
- Königlicher Hausorden von Hohenzollern[4]
- Roter Adlerorden 2. Klasse[4]
- Russischer Orden der Heiligen Anna 2. Klasse[4]
- Erhebung in den Grafenstand (5. Oktober 1857)
- Wirklicher Geheimer Rat mit dem Prädikat Exzellenz (10. Juni 1856)